# Muirfield

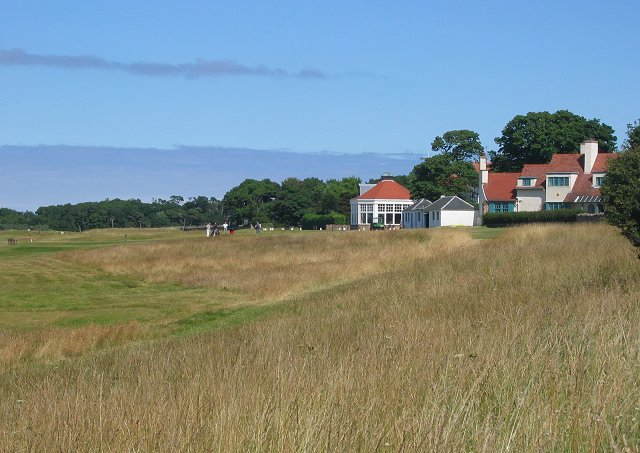
Muirfield

Muirfield is een golfbaan in Gullane, East Lothian, Schotland.
De golfbaan werd ontworpen door Old Tom Morris en werd in 1891 geopend. Het begon met 16 holes, maar tegen het einde van het jaar waren ook de laatste twee holes klaar. Het is nu een par-70-baan.
Voorheen werden golfbanen ontworpen waarbij de speler pas na 18 holes bij het clubhuis terugkwam, hier werd voor het eerst toegepast dat er twee rondes van negen holes werden aangelegd. De eerste negen holes liepen in een kring om de andere negen holes.
Muirfield is de thuisbaan van The Edinburgh Burgess Golfing Society, mogelijk de oudste golfclub van de wereld. Zij vergaderden al in 1744, en in dat jaar stelde de commissie de eerste 13 spelregels vast. De club speelde op Leith Links en had daar vijf holes. In 1836 verhuisde de club naar de Musselburghbaan, waar negen holes waren.

## Het Open
In 1892 werd voor het eerst het Brits Open op Muirfield gespeeld. Winnaars op Muirfield waren:
| - 1892: Harold Hilton - 1901: James Braid - 1912: Edward Ray - 1929: Walter Hagen | - 1935: Alf Perry - 1948: Henry Cotton - 1959: Gary Player - 1966: Jack Nicklaus | - 1972: Lee Trevino - 1980: Tom Watson - 1987: Nick Faldo - 1992: Nick Faldo | - 2002: Ernie Els - 2013: Phil Mickelson |

## Ryder Cup
In 1973 was Muirfield de eerste Schotse club waar de Ryder Cup werd gespeeld. Ook mochten in 1973 Ierse spelers in het team worden opgenomen. Christy O'Connor Jr mocht meedoen. 

Bernard Gallacher was captain en won met Brian Barnes de foursome en de fourball. Hij kreeg de tweede dag voedselvergiftiging en werd vervangen door Peter Butler. Butler maakte op hole 16 de eerste hole-in-one in de geschiedenis van de Ryder Cup, maar verloor met Barnes de foursome van Jack Nicklaus en Tom Weiskopf. De Ryder Cup werd weer door de Verenigde Staten gewonnen, de stand was 19-13.